# Claude Piquemal
Claude Piquemal (Francia, 13 de marzo de 1939) es un atleta francés retirado, especializado en la prueba de Relevo 4 x 100 m en la que llegó a ser campeón olímpico en 1968.

## Carrera deportiva
En los JJ. OO. de México 1968 ganó la medalla de plata en los relevos 4x100 metros, con un tiempo de 38.43 segundos, llegando a meta tras Estados Unidos que con 38.24 segundos batió el récord del mundo, y Cuba (plata), siendo sus compañeros de equipo: Jocelyn Delecour, Gérard Fenouil y Roger Bambuck. 